# Joseph Clark (tenisista)
Joseph Sill Clark (ur. 30 listopada 1861 w Germantown, zm. 14 kwietnia 1956 w Chestnut Hill) – amerykański tenisista, działacz sportowy.

## Kariera tenisowa
Ukończył studia na Uniwersytecie Harvarda. W 1883 roku zdobył tytuły mistrzowskie w singlu (pokonał w finale Richarda Searsa) i deblu w międzyuczelnianych mistrzostwach USA.
W 1885 roku wygrał mistrzostwa USA (obecnie US Open) w grze podwójnej, w parze z Richardem Searsem. W finale pokonali Henry’ego Slocuma i Percy’ego Knappa.
W latach 1885–1887 Clark dochodził do półfinału gry pojedynczej mistrzostw USA. Był klasyfikowany w czołowej piątce rankingu zawodników amerykańskich (lata 1885–1890), w 1888 roku jako nr 4.
W latach 1889–1891 był prezydentem Amerykańskiego Stowarzyszenia Tenisowego (USTA).
W 1955 roku został, jako jeden z pierwszych, uhonorowany miejscem w międzynarodowej tenisowej galerii sławy, a w 1983 roku do tego grona dopisano także jego brata Clarence’a.

### Finały w turniejach wielkoszlemowych

#### Gra podwójna (1–0)
| Końcowy wynik | Nr | Data | Turniej                              | Nawierzchnia | Partner       | Przeciwnicy              | Wynik finału  |
| ------------- | -- | ---- | ------------------------------------ | ------------ | ------------- | ------------------------ | ------------- |
| Zwycięzca     | 1. | 1885 | U.S. National Championships, Newport | Trawiasta    | Richard Sears | Henry Slocum Percy Knapp | 6:3, 6:0, 6:2 |